# Окршаји на планини Зунгвини
Окршаји на планини Зунгвини (енгл. Zungwini Mountain skirmishes20-24. јануара), две мање битке на северозападном ратишту Англо-Зулу рата током прве британске инвазије на Зулуленд (јануар-март 1879).

## Позадина
На почетку Англо-Зулу рата, краљ Кечвајо је наредио племену Абакулуси из северозападног Зулуланда да се супротставе колони бр. 4, а пуковник  Хенри Евелин Вуд схватио је да ће морати да их потуче да би обезбедио своје линије снабдевања.

## Окршаји

### 20. јануар
Дана 20. јануара 1879, потпуковник Редверс Хенри Булер повео је 104 коњаника из тврђаве Тинта у извиђање планине Зунгвини, седам миља западно од планине Хлобане, где је Свази поглавица Мбилини појачао Абакулусије, под њиховим поглавицом Мсебеом. Булер је заузео насеље на југоисточном огранку планине, али је 1.000 бранилаца на врху, од којих је већина имала ватрено оружје, кренуло на њега у традиционалној Зулу формацији (груди и рогова) у дисциплинованом расутом поретку. Два рога су претила да ће заобићи Булера, који је морао да се повуче преко реке Бели Мфолози, где је заузео положај и одбио њихов напад.

### 24. јануар
Дана 22. јануара, Вуд је повео снажну патролу пешадије и добровољачких коњаника и заробио много стоке на Зунгвинију, а да није наишао на отпор. Међутим, када је угледао неколико хиљада Зулуа код суседне планине Нтендеке, четири миље источно, брзо се повукао. Дана 24. јануара, Вуд је поново напредовао са јаком патролом и артиљеријом, изненадивши Абакулусије и Мбилинијеве снаге које су се налазиле између Зунгвинија и Нтендеке, растерао их и убио око 50 ратника. Вуд није могао да искористи ову победу јер се, пошто је примио вести о Исандлвани, повукао у Камбулу.